# ドイツ連邦共和国基本法
ドイツ連邦共和国基本法（ドイツれんぽうきょうわこくきほんほう、独: Grundgesetz für die Bundesrepublik Deutschland、略称GG）は、ドイツ連邦共和国において憲法に相当する法律。旧西ドイツの首都だったボンで起草されたため、ボン基本法とも呼ばれる。
1949年5月に旧西ドイツで制定された。憲法（Verfassung）とは呼ばず、東西ドイツ統一までの仮の名称として基本法（Grundgesetz）と呼ばれ、当初、東西ドイツ統一の時に改めて憲法を制定することとしていた。しかし、1990年の東西ドイツ統一後も新たな憲法は制定されておらず、ドイツ連邦共和国基本法の一部を改正した状態で効力が存続している。

## 制定までの経緯
第二次世界大戦の敗戦により、ドイツはイギリス・アメリカ合衆国・フランス・ソビエト連邦による分割統治下に入ったが、最終的なドイツ全体の国家体制については、集権国家の否定とプロイセン自由州の解体ということでは合意が見られたが、国家形態については連合国間で意見が一致しなかった。さらに冷戦の勃発もあって、西側の米英仏とソ連の溝が広がり、統一的なドイツの実現はほとんど不可能になった。

### ロンドン勧告
1948年2月から8月にかけ、ロンドンで米英仏とベネルクス（ベルギー・オランダ・ルクセンブルク）によるロンドン会議が行われた。この会議ではソ連占領地区を除外し、英米仏の占領地区に適用される憲法を制定すべきであることを軍政長官に勧告することが合意された。またアメリカの主張がとおり、将来の西ドイツ国家として「分権化された連邦制」を要求することが決定した。この勧告では州（ラント）の権限を強めるため、二院制を敷くこと、議院のひとつは州の代表によること、連邦政府は教育・文化・宗教・地方自治・公衆衛生に関する権限を持たないこと、州や連邦間の紛争を調停するための裁判所設立などが含まれている。5月31日の会議では、1948年6月15日までに各州首相による会議を招集し、憲法制定会議を開催させること、憲法制定会議は各州代表を人口75万人ごとに1人ずつで構成されること、憲法が連合国が求める諸条件（連邦制の確立、適切な中央機関、個人の自由と権利を尊重）を満たした民主的憲法であれば、軍政長官が州の住民投票による批准を認め、3分の2以上の賛成があれば効力を認めることなどが取り決められた。その後このロンドン勧告はソ連など東側諸国を除く連合国によって批准された。

### フランクフルト文書
1948年7月1日、アメリカ・イギリス・フランスの軍政長官3人は、フランクフルト・アム・マインのIG・ファルベンインドゥストリーの旧社屋に各州首相を集め、憲法にかかわる3つの文書を手交した。これらは「フランクフルト文書」と呼ばれる。このうち第1文書は「西ドイツ国家の建設と憲法制定」、第2文書は「各州領域の再編」、第3文書は「占領規則」について記されていた。第1文書では1948年9月1日までに憲法制定会議を開くことなど、ロンドン勧告に基づいた決定が含まれていた。将来の国家像や憲法について初めて示された各州首相や世論は激しく反発した。キリスト教民主同盟（CDU）は連邦制には賛意を示したものの、憲法制定会議のかわりに「議会評議会」を開くことを要求し、国民投票による批准措置への反対を示した。ドイツ社会民主党（SPD）は憲法制定自体に反対し、憲法のかわりに暫定的な法律を作り、そのための州選出の議会を作ることを要求した。これをうけて7月8日から10日にかけて開かれた州首相会議（リッターシュルツ会議）では、憲法は制定するがそれは「ドイツの国民が自由な自己決定を行えるまでの暫定的なもの」である「基本法」とし、憲法の決定はドイツ決定後に行うこと、「議会評議会」によって審議を行い、国民投票による批准措置はとらないことなどのドイツ側意見が決定された。
7月14日、州首相らはこの意見を持って軍政長官との協議に臨んだ。しかし連合国側、特にアメリカ軍政長官ルシアス・クレイは西ドイツ国家の設立を遅らせるドイツ側の意見に不服であり、7月20日に州首相会議の決定を拒否する回答を行った。州首相らは再度協議を行い、「基本法」という名称は維持した上で「暫定憲法」を付け加え、批准は各州の議会で行うという妥協案を策定した。7月26日の協議で軍政長官側もこの意見を受け入れ、ドイツ側もフランクフルト文書を受け入れることとなった。

### 議会評議会
9月1日、各州代表で構成された議会評議会が初会合を行い、翌1949年5月まで協議を行った。この間軍政長官は15回の会合をもち、ドイツ側の協議に対応した。特に11月22日の軍政長官覚書（エイド・メモ）はフランクフルト文書の確認にとどまらず、複数の詳細な意見も含まれており、ドイツ側の憲法制定作業を評価する基準となった。占領3カ国のうち連邦制をとるのはアメリカだけであり、また占領行政をリードしていたのがアメリカであったこともあり、連合国側の基準は「連邦・州二元分離型連邦制」をとるアメリカの制度に沿ったものであった。しかしドイツ側の構想では「連邦・州間調整型連邦制」をとることが多数派であり、議会評議会は連合国から示されたエイド・メモの内容をほとんど無視した。12月2日、議会評議会は財政条項に関する条文を満場一致で可決し、その後軍政当局側に提示した。しかし連合国側は税制条項に不満を示した。イギリスは妥協的であったが、アメリカとフランスの強い主張により、1949年2月18日に軍政長官覚書がドイツ側に示された。しかしドイツ側の案はなおもアメリカとフランスの軍政長官を満足させなかった。特にクレイは強硬であり、ドイツ側の修正案を受諾するべきとした国務省の勧告を拒絶している。一方でアメリカとフランスの本国はより早く西ドイツ国家を成立させ、西ヨーロッパ安全保障構想に組み込むべきであると方針を転換していた。4月8日、米英仏の3カ国外相は、ワシントンで会議を開き、軍政長官と議会評議会に対するメッセージを策定した。しかし軍政長官側と議会評議会の対立はなおも続いたが、軍政長官側は本国側の意見もあってついに折れ、ドイツ側の主張を大筋で認めた。4月25日に連合国と議会評議会の合意が行われ、基本法の制定はほぼ確定的となった。

### 制定と批准
1949年5月8日、議会評議会は基本法を採択し、5月10日には選挙法を採択した。5月12日、議会評議会代表、州首相、そして軍政長官とそのスタッフが集まり、基本法が連合国側に提示された。軍政長官達は本国の訓令に基づいてこれを承認し、基本法は批准手続きにうつった。5月18日から21日にかけて各州議会で批准の賛否が問われ、バイエルン州を除くすべての州が批准を行った。

## 特徴
暫定的性格
上述の経過から、ドイツが再統一されるまでの暫定的な憲法としての建前を持っていた。しかし、ドイツ再統一後、新しい憲法は制定されず、基本法を全ドイツに適用する措置が採られた状態のままである。
民主的かつ社会的な国家
第一次世界大戦の敗戦をきっかけに制定されたヴァイマル憲法では、社会権（社会的基本権）に関する詳細な規定が設けられていた。これに対し基本法では、これらの社会権に関する規定はほとんど受け継がれておらず、「民主主義に基づく社会的な連邦国家（Ein demokratischer und sozialer Bundesstaat）」という国家目的を規定することにより、社会権の実現を議会に委ねることを目指している。こうして、税金および社会保険料が25%を越える高負担が許容され、結果の公平を目指している。
憲法忠誠（戦う民主主義）
全権委任法の制定により、極めて強引なやり方であったものの、形式的には合法的であったナチスの権力掌握を許した歴史的教訓から、基本法は基礎としている自由主義および民主主義を防衛する義務を国民に課し、表現の自由や結社の自由などを自由・民主主義に敵対するために濫用した場合は、これらの基本権を喪失する旨の規定が置かれている。基本法の法秩序を廃絶せんとする者に対して、全てのドイツ国民は、他に全く手段がない場合、抵抗する権利を有し（抵抗権。1968年に追加制定）、また憲法を超越、特に、人権や民主主義を否定するような法律の制定は認められないなど、「戦う民主主義」を謳っている。
建設的不信任決議案等
ヴァイマル共和国時代に内閣不信任案が乱発されて政権が不安定になったことが、ナチスの台頭を許した要因の一つとなったとの反省から、議会が次期首相候補を定めることなしに、内閣不信任案を動議できない。また、連邦議会解散権は大統領にある。
軍隊の指揮権
ヴァイマル共和国時代には、軍隊の指揮権を含む各種の大権はドイツ国大統領に属しており、議会はコントロールできなかった。基本法下では、ドイツ連邦軍の指揮権は平時にあっては国防大臣に、戦時にあっては首相に委ねられるシビリアン・コントロールが明確に規定されている。かつてのプロイセン王国・ドイツ帝国の君主に匹敵する強大な権限を持っていた大統領職は、新憲法下では儀礼的・象徴的なものに留められ、事実上は議院内閣制に移行した。

## 構成

### 前文 (Präambel)
連邦共和国を構成する州の列挙。ドイツ国民は神と人類に対しこの憲法制定について責任を負うべき事。

### I. 基本権 (Die Grundrechte)
人権、平等の尊重。男女、信仰、宗教、言語、兵役拒否、学問、集会、結社、移動、職業の自由。教育、養育を受ける子供の権利。教育権と保護者の選択権。義務教育、公的宗教教育を含む学校制度。 信書、郵便、通信の守秘義務。難民庇護権。民主主義と自由を乱す者の基本権の喪失。自由からの逃走の禁止（戦う民主主義規定）。
- 第1条：人間の尊厳の不可侵。
- 第2条：公共の福祉と憲法的秩序または道徳律に反しない限りの自由と人権の最大限保障。
- 第5条：学問の自由と芸術の自由保障。教授内容は憲法に違反せず濫用されない範囲で。
- 第9条：結社の自由保障。但し目的が憲法に違反しない限り。
- 第10条：通信の秘密保障。
- 第17条：兵役または代替任務にある者の基本権制限
- 第18条：自由権の濫用の禁止。

### II. 連邦及び州 (Der Bund und die Länder)
- 第20条：国家権力は国民に由来し、司法府・立法府・行政府が代理して行使する。抵抗権。
- 第20a条：自然的な生活基盤および動物を保護する[注釈 1]
- 第21条：政党（自由と民主主義に反する、或いは国の存亡を脅かす政党は違憲）。
- 第22条：(1)首都をベルリンと規定。(2)連邦旗の規定（黒・赤・金）。
- 旧23条：ドイツ連邦共和国への加入規定。
- 新23条：ヨーロッパの統一事業（EU）への協力（EUへの主権的権利委譲）。
- 第24条：国際機構設立による主権制限の許可。
- 第25条：国際法は憲法の一部を構成する。
- 第26条：諸国民の平和的共存を侵す行為、特に侵略戦争の準備の禁止。企んだ者への処罰。戦争のための武器は政府の許可の下にのみ製造・移動・取引出来る。
- 第31条：連邦の法律の、州の法律に対する優越。
- 第32条：外交権は連邦に属する。
- 第37条：連邦に対する義務を州が履行しないときには連邦参議院の同意を得て連邦政府が強制執行できる。

### IVa. 合同委員会 (Gemeinsamer Ausschuss)
2/3をドイツ連邦議会、1/3を連邦参議院で構成する。防衛事態に対する監査を行う。

### VII. 連邦における立法 (Die Gesetzgebung des Bundes)
連邦及び州の立法に関しての規定。
- 第79条：改憲及び条文追加手続き。第79条3項は第1条・第20条を否定するような方向への改憲を永久条項により絶対禁止（戦う民主主義）。

### VIII. 連邦法及び連邦行政の執行 (Die Ausführung der Bundesgesetze und der Bundesverwaltung)
- 第87条：連邦は国境警備、警察、反国家運動を監視する組織を設置する。
- 第87a条：連邦は国防のために軍隊を所持し、防衛以外にもこの基本法で記されている場合に限って活動できる。警察及び国境警備隊では対処不可能な暴徒の鎮圧に対しても活動できる。
- 第90条：連邦はアウトバーン及びブンデスシュトラーセ（高速道路と国道）の所有者である。

### IX. 司法 (Die Rechtsprechung)
- 第92条：連邦憲法裁判所と連邦最高裁判所などの構成
- 第102条：死刑の廃止

### X. 財政 (Das Finanzwesen)
連邦と州の税源や支出について記述。

### Xa. 国防 (Verteidigungsfall)
- 第115a条：連邦が攻撃された・され得る事態となった場合、連邦政府の申請で連邦参議院の同意を得て連邦議会により防衛事態の承認・不承認が議決される。
- 第115b条：防衛事態が承認されれば指揮権は連邦首相に属する。

### XI. 暫定及び終結規定 (Übergangs- und Schlussbestimmungen)
- 第116条：ドイツ人の規定と国籍の規定
- 第140条：旧ドイツ国憲法（ヴァイマル憲法）における宗教団体の権利に関する条文[21]が引き続き有効。
- 第143b条：郵便事業の民営化
- 第146条：ドイツの統一と自由の達成によって、全ドイツ国民に適用されるこの基本法は、ドイツ国民が自由な決定によって決議する憲法が施行される日に、その効力を失う[22][23][24]。